# Voto per approvazione sequenziale proporzionale
Il voto per approvazione sequenziale proporzionale (SPAV in inglese) è un sistema elettorale che estende il concetto di voto per approvazione (AV in inglese) all'elezione di più vincitori, con il Metodo D'Hondt. Fu proposto dalla statistica danese Thorvald N. Thiele all'inizio degli anni 1900, ed era in uso (con adattamenti per le liste dei partiti) in Svezia per un breve periodo dopo il 1909.

## Descrizione
Questo sistema trasforma l'AV in una regola con più fasi: seleziona un candidato in ciascuna fase e quindi riduce le approvazioni per i fasi successivi. Il primo candidato scelto è l'AV vincitore (w1, quello con il maggior numero di approvazioni o voti). Il valore (potenza) di tutti i voti che approvano da w 1 viene ridotto da 1 a 1/2 (potenza dal 100% al 50%) e vengono ricalcolati i punteggi di approvazione. Quindi, viene scelto il candidato già non scelto che ha il punteggio di approvazione più alto (w2). Quindi il valore dei voti che approvano sia w1 che w2 viene ridotto a 1/3 e il valore di tutti i voti che approvano qualsiasi w1 o w2 ma non entrambi viene ridotto a 1 / 2.
Più in generale, in ciascuna fase, viene scelto il candidato non scelto con il punteggio di approvazione più alto. Quindi il valore del voto di ogni votante viene messo in 1 / (1+ m ) dove m è il numero di candidati approvati in quel voto che erano già scelti, fino a quando viene scelto il numero di candidati richiesto.
SPAV è un algoritmo molto più semplice che il voto per approvazione proporzionale, perché i voti possono essere conteggiati sia a mano che da computer, e non richiede un computer per determinare il risultato di tutte le elezioni meno i più semplici.